# Etxarri
Pour les articles homonymes, voir Etxarri.
Etxarri en basque ou Echarri en espagnol est une commune située dans la municipalité de Larraun de la communauté forale de Navarre, dans le Nord de l’Espagne.
Cette commune se situe dans la zone bascophone de la Navarre. Elle est située dans la mérindade de Pampelune, à 17km de Pampelune, dans la vallée d'Etxauribar (es). Sa population en 2020 était de 81 habitants, sa superficie est de 2,2 km² et sa densité de population est de 34,93 hab/km².
Les armoiries d'Extarri portent le blason suivant : 
« Dans un champ bleu, un château d'argent à trois tours, celle du milieu plus haute que les latérales, cantonnées de deux étoiles d'or à six branches. »

## Toponymie
La commune d'Etxarri a également été connue sous le nom d'Etxarri de la vallée d'Extauribar car elle est située dans la région de la vallée d'Etxauribar, dans le bassin de Pampelune. Bien que cette dénomination n'a jamais eu de statut officiel, elle était utilisée pour différencier la commune des autres villes navarraises du même nom (Etxarri-Aranatz, Etxarri-Larraun en Navarre, et Etcharry dans la province franco-basque de Sola). Toutes sont situées dans des zones traditionnellement bascophones.
D'après Arturo Campión, le nom d'Etxarri vient du basque etxe (maison) et (h)arri (pierre), c'est-à-dire maison en pierre, ou château en basque. Cette origine fût cependant remise en question plus tard par plusieurs philologues comme Koldo Mitxelena, ou le basco-français Jean-Baptiste Orpustan, expliquant que le nom de la ville serait une évolution du mot basque etxeberri (maison neuve), qui aurait suivi l'évolution suivante : etxeberri > etxaberri > etxaerri > etxarri. C'est l'hypothèse la plus largement acceptée parmi les philologues basques aujourd'hui.
Etxarri est situé dans une région de langue castillane, bien que le basque ait été parlé jusqu'au XIXe siècle. Il fait actuellement partie de la zone linguistique mixte. Traditionnellement le nom de la commune s'écrivait Echarri et la mairie continue à maintenir officiellement cette dénomination. En basque, il est généralement transcrit en Etxarri, selon l'orthographe normalisée de la langue. Son gentilé est Etxarritar applicable au masculin et au féminin. 

## Géographie et climat
La commune de Etxarri est située dans la partie orientale de la municipalité de Larraun, à 403 mètres d'altitude. La commune est délimitée au nord par avec Ciriza, au nord-ouest avec Izurtza (Guesálaz), à l'ouest avec Bidaurreta, à l'est avec Zabalza, et au sud avec Arraiza (es).
|            | Ciriza  | Izurtza (Guesálaz) |
| Bidaurreta | Etxarri | Zabalza            |
|            | Arraiza |                    |

Le climat de la région est de type subméditerranéen, la température moyenne annuelle est comprise entre 12° et 13°C. Les précipitations annuelles sont comprises entre 800 et 1000mm, enregistrant entre 80 et 100 jours de pluie par an, et produisant une période sèche estivale de 2 à 3 mois. L'indice d'évapotranspiration potentielle est compris entre 650 et 725mm.
Presque toute la surface forestière de son territoire communal est peuplée de chênes. Cette espèce est bien adaptée aux conditions climatiques et orographiques de la région. Il y a aussi quelques peupliers et une petite partie (0,4 ha) est peuplée de Pinus uncinata (pin noir).

## Population
| 2000 | 2001 | 2002 | 2003 | 2004 | 2005 | 2006 | 2007 | 2008 |
| ---- | ---- | ---- | ---- | ---- | ---- | ---- | ---- | ---- |
| 82   | 81   | 84   | 82   | 81   | 84   | 85   | 82   | 82   |

| 2009 | 2010 | 2011 | 2012 | 2013 | 2014 | 2015 | 2016 | 2017 |
| ---- | ---- | ---- | ---- | ---- | ---- | ---- | ---- | ---- |
| 84   | 76   | 77   | 79   | 77   | 74   | 72   | 73   | 69   |

| 2018 | 2019 | 2020 | 202167 | - | - | - | - | - |
| ---- | ---- | ---- | ------ | - | - | - | - | - |
| 69   | 67   | 67   | -      | - | - | - | - | - |

## Culture

### Gastronomie
Nombre de plats composent la gastronomie traditionnelle locale, dont les asados, l'agneau ou le ragoût Manchera (es).

## Personnalités
- Beato Tomás Urdánoz Aldaz (1903 - 1936), Frère de l'Ordre Hospitalier de Saint Jean de Dieu.
- Fray Teófilo Urdánoz Aldaz (es) (1912 - 1987), Philosophe dominicain.